# 52-es metróvonal (Amszterdam)
Az 52-es metróvonal az amszterdami metró legújabb metrójárata, amit 2018-ban adtak át 9,7 kilométeren, nyolc megállón át, Noord és Zuid megállók között. Az egyetlen metróvonal a városban, amelyik egyetlen szakaszán se fut együtt egy másikkal, de ettől függetlenül a Zuid állomáson érintkezik az 50-es és az 51-es metróval, míg a Centraal Station központi állomáson az 51-es, az 53-as és az 54-es vonallal.

## Állomások
| Perc (↓) | Állomás          | Perc (↑) | Átszállási kapcsolatok |
| -------- | ---------------- | -------- | --- |
| 0        | Noord            | 14       | 34, 36, 37, 38, 245, 301, 304, 305, 306, 307, 308, 312, 314, 315, 316, 319, 392, N91, N92 |
| 2        | Noorderpark      | 12       | 34, 35, N91, N93 |
| 5        | Centraal Station | 10       | · 1, 4, 14, 18, 21, 22, 43, 48, 305, 306, 314, 316, 391, 394, 891, N23, N47, N57, N81, N82, N83, N84, N85, N86, N87, N88, N89, N91, N92, N93, N94, N97 · 2, 4, 12, 13, 14, 17, 24, 26 · IC121, IC123, IC125, IC127, IC129, IC141, IC143, IC145, IC147, IC149, IC221, IC225, IC241, IC243, IC245, Intercity, Intercity Direct, Sprinter, Nightjet, Thalys, Eurostar · F3, F4, F5 |
| 7        | Rokin            | 8        | N82, N83, N85, N86, N87, N88, N89, N91, N93 4, 14, 24 |
| 9        | Vijzelgracht     | 6        | N82, N83, N88 1, 4, 7, 19, 24 |
| 10       | De Pijp          | 4        | 3, 12, 14 |
| 12       | Europaplein      | 2        | 62, N84 4 |
| 15       | Zuid             | 0        | · 274, 321, 341, 346, 348, 358 · 5, 25 · Intercity, Sprinter, Nachttrein |

## Járatok
| Időszak                 | Járatszám óránként (időköz) | Járatszám óránként (időköz) | Járatszám óránként (időköz) |
| Időszak                 | 2021 előtt                  | 2021 előtt                  | 2021 óta                    |
| Időszak                 | Hétfő–Péntek                | Hétvége                     | 2021 óta                    |
| ----------------------- | --------------------------- | --------------------------- | --------------------------- |
| Kora reggel             | 10 (6 percenként)           | 8 (7,5 percenként)          | 8 (7,5 percenként)          |
| Reggeli csúcsidő        | 10 (6 percenként)           | 10 (6 percenként)           | 8 (7,5 percenként)          |
| Hétvége reggel 10:00-ig | Ismeretlen                  | 8 (7,5 percenként)          | 8 (7,5 percenként)          |
| Nap közben              | 10 (6 percenként)           | 10 (6 percenként)           | 8 (7,5 percenként)          |
| Délutáni csúcsidő       | 10 (6 percenként)           | Ismeretlen                  | 8 (7,5 percenként)          |
| Késő délután            | 10 (6 percenként)           | 10 (6 percenként)           | 8 (7,5 percenként)          |
| 22:00 után              | 8 (7,5 percenként)          | 8 (7,5 percenként)          | 8 (7,5 percenként)          |